# Ректорат на Софийския университет
Сградата на Ректората на Софийския университет е тържествено осветена на 16 декември 1934 година, а основният ѝ камък е положен тържествено на 30 юни 1924 г. След откриването зданието приютява Ректората с деканатите и Юридическия и Историко-филологическия факултети. 
Разширението на сградата на Ректората на университета с южното крило в източна посока завършва през 1952 г. Външният вид на университетския комплекс през XXI век се формира след завършването на северното му крило през периода 1972 – 1985 г. При завършването му със северното крило е префасадиран и централният корпус на Ректората. Сградата на Ректората на Софийския университет „Св. Климент Охридски“ е строена на три етапа в продължение на половин век – 1924/34; 1941/52 и 1972/85 г. 
До 1934 г. Ректоратът на университета се помещавал в сградата на Факултета по журналистика и масова комуникация. Съответно Историко-филологическият факултет се помещавал в сградата все още известна като „факултета“ на ул. "Московска" № 11-13 в София, а Юридическият факултет в другата сграда в близост, и под тази на „факултета“ – на ул. "Будапеща" № 1. 
През януари 1904 г. Висшето училище в София е преименовано на Български университет „Братя Евлогий и Христо Георгиеви от Карлово”, а година по-късно е с настоящето наименование „Св. Климент Охридски”. Братята общественици и търговци Евлогий Георгиев и Христо Георгиев даряват място от 10 200 кв.м. и 6 800 000 златни лева за изграждане на сградата и за издръжката на висше училище в София през 1896 г., поради и което Университетът носи първо техните имена. Сградата на Ректората на университета е отпочната най-вече благодарение усилията на Иван Евстатиев Гешов, близък родственик на двамата велики дарители на университета.  През 1906 г. е проведен международен конкурс за сграда на Университета, спечелен от френския архитект Жан Бреасон. Проектът на френския архитект обаче бил много амбициозен и предвиждал издигането на 10 сгради на мястото на Ректората, Национална библиотека „Св. св. Кирил и Методий“ и Докторската градина. След Първата световна война първоначалният проект е преработен от архитект Йордан Миланов, независимо от несъгласието на университетските власти и на архитект Бреасон. Архитектурният стил се променил в новия проект от класически, с преобладаващи ренесансови форми – към по-еклектичен с преобладаващ барок. Френският архитект проектирал Ректората павильонно в седем отделни блока, състоящи се преди всичко от главен вестибюл и аула. Фасадата представлява триумфална арка на българската култура от времето на княз Борис I с параден вход, флангиран от два лъва – пазители и статуи на древногръцките философи Сократ и Платон между тях. В горната част архитравът завършвал с ажурна колонада и две фигурални композиции с изписаната 886 година, когато според тогавашните представи е наложена старобългарската азбука и писменост в Първата българска държава. Архитект Йордан Миланов увеличил проектно помещенията в сградата от предвидените първоначално 39 – на 75, посредством значителни подобрения в архитектурния облик на фасадата, чрез внушителна монументална пластика. Вместо лъвските статуи на Сократ и Платон, от лявата и дясната страна на парадното стълбище, поставил двете седящи бронзови фигури на дарителите на Университета – братята Евлогий и Христо Георгиеви.
Интериорът на сградата е издържан в пищен и изразителен бароков стил, с теракотната подова мозайка и пъстроцветни стъклописи на витражите изобразяващи Кирил и Методий, Климент Охридски, Паисий Хилендарски, Борис I и Симеон I. 
Мястото на сградата на Ректората на университета по време на Освобождението на България било празно. В близост се намирал само Моллов хан.  Днес парадният вход на Ректората на университета гледа към увеселителното заведение с името „Ялта“ и към сградата на китайското посолство. Вдясно е сградата на Народното събрание, а вляво – Паметника на Съветската армия. Още по-вдясно е сградата на Националната художествена академия, а под входа на Ректората е входа за метростанция „Софийски университет „Св. Климент Охридски“.
Сградата на Ректората на Софийския университет е архитектурен, исторически и художествен паметник на културата от национално значение.  Зад сградата на Ректората, във вътрешния му двор, се намира Университетската библиотека.